# جمعالي جامع تكر
جمعالي جامع تكر (بالصومالية: Jimcaale Jaamac Takar)‏؛ هو مسؤول عسكري صومالي والقائد العام لكتيبة الكوماندوز الثانية في لواء دنب. 

## خلفية تاريخية
ولد جمعالي في مدينة جروي عاصمة ولاية بونتلاند ينتمي إلى عشيرة عيسى محمود سليلة ماجيرتين هارتي، دارود كان جمعالي عضوا في الكتيبة 21 من القوات المسلحة الصومالية المتمركزة في طوسمريب قبل انهيار الحكومة الصومالية، وبرز من بين الجماعات والفصائل المتمردة المختلفة في بونتلاند، وقاد إحدى كتائب القوات الحكومية.
عُين في مناصب مختلفة في بونتلاند خلال الحكومات المتعاقبة وعينه الرئيس الأسبق لولاية بونتلاند عبد الرحمن فرولي رئيسا للقوات الخاصة، التي تضم جنودًا خضعوا للتدريب في أوغندا وإثيوبيا. 
قاد جمعالي تكر تمردا ضد حكومة بونتلاند احتجاجا على سعي مجلس النواب في بونتلاند لتغيير الدستور، وتقنين الانتخابات المباشرة لأول مرة في بونتلاند.وشن عملية عسكرية على مقر مجلس النواب في 20 يونيو 2023 ما أدى إلى اشتباكات بينه وبين القوات الأمنية وأسفرت الاشتباكات عن مقتل 9 أشخاص على الأقل وإصابة 20 ونزوح العشرات من الأسر، وأقاله الرئيس سعيد عبد الله دني بعد ذلك

## القوات المسلحة في بونتلاند
يقود العميد جمعالي جامع تكر قوات انفصلت من لواء دنب، ولعبت كتيبته العسكرية دورًا مهمًا في النزاعات في بونتلاند.
شاركت الكتيبة التي يقادها جمعالي في معارك عملية جلجالة في مواجهة هجمات حركة الشباب، كما شاركت في معارك صد حركة الشباب بعد اجتياحهم مناطق سوج وجرمال وجرعد عبر ساحل الصومال عام 2016. ويتراوح عدد الكتيبة بين ستمائة إلى سبعمائة فرد. بالإضافة إلى ذلك، يمتلك الجيش مجموعة متنوعة من الأسلحة النارية وما يقرب من سبعين إلى ثمانين مركبة أو معدات عسكرية أخرى. 